# Peter Wilhelm Lund
Peter Wilhelm Lund, född 14 juni 1801 i Köpenhamn, död 25 maj 1880 i Lagoa Santa, Minas Gerais, Brasilien, var en dansk zoolog och paleontolog. Han var farbror till Troels Troels-Lund.
Lund blev student 1818, vann 1824 två guldmedaljer vid Köpenhamns universitet för en avhandling i naturvetenskap (Om Krebsenes Aaresystem, översatt till flera främmande språk) och en i medicin (Om Vivisektionens Resultat, tysk översättning 1825, som gjorde honom berömd i utlandet).
Från 1825 och fram till januari 1829 vistades han i trakten av Rio de Janeiro, återvände därefter till Europa, blev filosofie doktor i Kiel på en avhandling om en brasiliansk sångfågel (De genere Euphones) och gjorde ett längre uppehåll i Italien och Frankrike (med Joakim Frederik Schouw genomreste han Sicilien 1830 och blev nära vän med Georges Cuvier i Paris). År 1832 återvände han till Brasilien. 
Hans Blik paa Brasiliens Dyreverden før sidste Jordomvæltning (fem avhandlingar 1835-45), resultat av sedan 1834 verkställda undersökningar i några kalkstensgrottor, gjorde honom internationellt känd, men han lyckades långt ifrån avsluta dessa arbeten (han undersökte efterhand mer än 200 grottor). Han sände sina stora samlingar till Danmark 1845-46, men först 1859-60 fick man tillfälle att uppacka och utställa dem. Missmod över denna likgiltighet försvagade ytterligare hans krafter; han var hela återstoden av sitt liv sjuklig och oförmögen till vetenskapligt arbete.

## Utmärkelser
- Riddare av Dannebrogorden,  1839[3]
- Kommendör av Dannebrogorden,  1873[3]

[Redigera Wikidata]